# Andira riparia
Andira riparia är en ärtväxtart som beskrevs av Carl Sigismund Kunth. Andira riparia ingår i släktet Andira och familjen ärtväxter. Inga underarter finns listade i Catalogue of Life.